# Footwork FA16
Chronologie des modèles (1995)
Footwork  FA15 Footwork  FA17
La Footwork FA16 est la monoplace de Formule 1 engagée par l'écurie Arrows lors de la saison 1995 de Formule 1. Elle est pilotée par l'Italien Gianni Morbidelli, le Japonais Taki Inoue et l'Italien Massimiliano Papis, pilote-payant qui remplace Gianni Morbidelli pour sept Grands Prix. Arrows abandonne le motoriste Ford-Cosworth qui motorisait la Footwork FA15 et utilise un moteur Hart pour cette saison.

## Historique
La FA16 semble être une monoplace compétitive mais l'écurie britannique ne peut pas effectuer des essais privés et développer sa voiture, faute de budget. En course, Taki Inoue ne rallie l'arrivée qu'à partir du sixième Grand Prix de la saison, au Canada. Le pilote japonais, le plus lent du plateau, se fait remarquer par ses nombreux accidents en course : lors du Grand Prix de Monaco, tombé en panne lors de la séance de qualification, il est remorqué jusqu'à son stand lorsque la voiture de sécurité le heurte à grande vitesse. La voiture fait quelques tonneaux mais Inoue s'en sort indemne. Parti vingt-sixième et dernier en course, il abandonne au vingt-septième tour à la suite d'un problème de boîte de vitesses,. Au Grand Prix suivant, au Canada, Gianni Morbidelli termine sixième et marque le premier point de la saison pour Arrows tandis que son coéquipier termine neuvième, avec un tour de retard par rapport à lui.
Au Grand Prix de Grande-Bretagne, Morbidelli est remplacé pour des raisons financières par l'Italien Massimiliano Papis. Pour sa première course, il se qualifie à la dix-septième place devant Taki Inoue mais ils abandonnent tous les deux sur une sortie de piste,. En Allemagne, aucun pilote Arrows ne rallie l'arrivée, Papis cassant sa boîte de vitesses lors du départ de la course, Inoue l'imitant au neuvième tour.
Au Grand Prix de Hongrie, Taki Inoue, parti dix-huitième abandonne au treizième tour à cause d'un problème moteur. Quand sa monoplace prend feu, il sort aider les commissaires de course à éteindre l'incendie. Un véhicule d'intervention arrive sur les lieux, rate son freinage sur l'herbe grasse et renverse le pilote japonais qui effectue un spectaculaire vol plané par-dessus le capot. Il ne souffre que de légères blessures à la jambe. Massimiliano Papis abandonne quant à lui au quarante-cinquième tour à la suite d'un problème de freins,.
En Italie, Taki Inoue fait à nouveau parler de lui : lors du vingt-troisième tour, le pilote Williams F1 Team Damon Hill et le pilote Benetton Formula Michael Schumacher, gênés par le Japonais, se percutent violemment en l'essayant de le dépasser. Les deux pilotes abandonnent et Hill écope d'une suspension de deux courses avec sursis pour conduite dangereuse. Taki Inoue, qui finit huitième, admet que cet accrochage est de sa faute.
Lors du Grand Prix suivant, au Portugal, Massimiliano Papis abandonne dès le départ à cause d'une casse de boîte de vitesses. Un incident similaire arrive à Taki Inoue lors du Grand Prix d'Europe mais pour une défaillance électrique. Massimiliano Papis, qui ne rallie l'arrivée qu'à deux reprises en sept engagements, rend son baquet à Gianni Morbidelli bien qu'il ne puisse plus apporter d'argent à Arrows. L'Italien abandonne lors des deux courses disputées au Japon, successivement en raison d'une casse moteur et d'un tête-à-queue.
Lors du dernier Grand Prix de la saison, en Australie, Gianni Morbidelli réalise la meilleure performance de la saison et de sa carrière en terminant troisième, à deux tours du vainqueur Damon Hill. Taki Inoue abandonne quant à lui au quinzième tour.
À la fin de la saison, Arrows termine huitième du championnat des constructeurs avec cinq points, tous marqués par Gianni Morbidelli qui prend la quatorzième place du championnat des pilotes. Aucun pilote de l'écurie ne retrouve de baquet pour la saison 1996.

## Résultats en championnat du monde de Formule 1

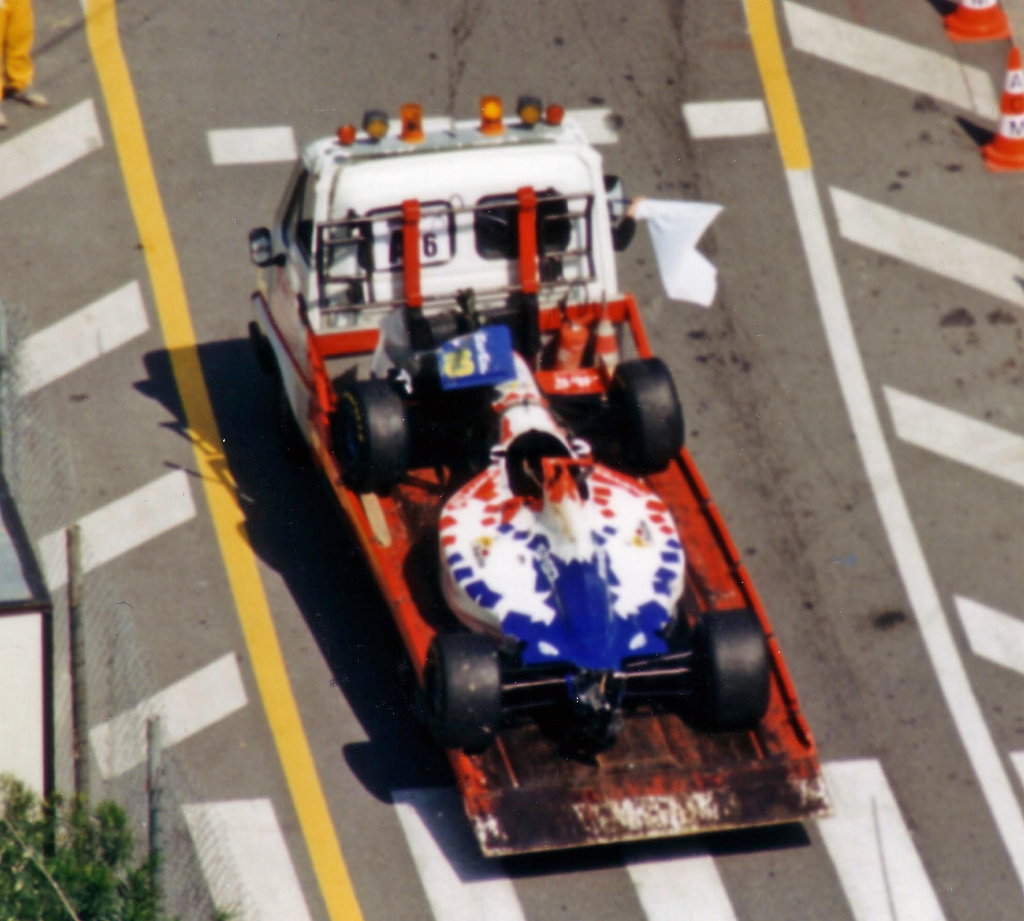
La Footwork FA16 de Taki Inoue remorquée dans les stands lors du Grand Prix de Monaco 1995

| Saison | Écurie        | Moteur      | Pneus    | Pilotes            | Courses | Courses | Courses | Courses | Courses | Courses | Courses | Courses | Courses | Courses | Courses | Courses | Courses | Courses | Courses | Courses | Courses | Points inscrits | Classement |
| Saison | Écurie        | Moteur      | Pneus    | Pilotes            | 1       | 2       | 3       | 4       | 5       | 6       | 7       | 8       | 9       | 10      | 11      | 12      | 13      | 14      | 15      | 16      | 17      | Points inscrits | Classement |
| ------ | ------------- | ----------- | -------- | ------------------ | ------- | ------- | ------- | ------- | ------- | ------- | ------- | ------- | ------- | ------- | ------- | ------- | ------- | ------- | ------- | ------- | ------- | --------------- | ---------- |
| 1995   | Footwork Hart | Hart 830 V8 | Goodyear |                    | BRÉ     | ARG     | SMR     | ESP     | MON     | CAN     | FRA     | GBR     | ALL     | HON     | BEL     | ITA     | POR     | EUR     | PAC     | JAP     | AUS     | 5               | 8e         |
| 1995   | Footwork Hart | Hart 830 V8 | Goodyear | Gianni Morbidelli  | Abd     | Abd     | 13e     | 11e     | 9e      | 6e      | 14e     |         |         |         |         |         |         |         | Abd     | Abd     | 3e      | 5               | 8e         |
| 1995   | Footwork Hart | Hart 830 V8 | Goodyear | Massimiliano Papis |         |         |         |         |         |         |         | Abd     | Np      | Abd     | Abd     | 7e      | Np      | 12e     |         |         |         | 5               | 8e         |
| 1995   | Footwork Hart | Hart 830 V8 | Goodyear | Taki Inoue         | Abd     | Abd     | Abd     | Abd     | Abd     | 9e      | Abd     | Abd     | Abd     | Abd     | 12e     | 8e      | 15e     | Np      | Abd     | 12e     | Abd     | 5               | 8e         |

Légende : ici 